# 細鰟鮍
細鰟鮍（學名：Rhodeus suigensis）為輻鰭魚綱鯉形目鱊科鰟鮍屬的其中一種，它最初於1935年被T. Mori命名為Pseudoperilampus suigensis，在科學文獻中也被稱為Rhodeus atremius suigensis，分布於亞洲日本及朝鮮半島淡水流域，棲息在底中層水域，雌魚會在將卵產在蚌殼內，幼魚孵化後，會留在貝殼中直到能獨立游泳，生活習性不明。

## 扩展阅读
維基物種上的相關：細鰟鮍